# 世田谷区立深沢小学校
世田谷区立深沢小学校（せたがやくりつふかさわしょうがっこう）は、東京都世田谷区新町一町目にある公立小学校。シンボルは桐の木。愛称は「ふかしょう」。
学校は住宅地の中にあるが、北側には国道246号があり、また近くには駒沢オリンピック公園や呑川、畑や竹林などがあり、街と自然が融合している。

## 沿革
深沢小学校の前身である医王寺 (世田谷区)にあった深沢学校から著す。
- 1879年7月15日-深沢村に1262番地に前身である、深沢学校を開校する
- 1889年4月1日-駒沢村立深沢尋常小学校に改名

- 1901年4月1日-駒沢尋常高等小学校深沢教場となる
- 1912年1月28日-現在地に校舎移転
- 1927年2月11日-駒沢尋常高等小学校より独立開校(当初児童数580人)。
- 1932年10月1日-東京市立深沢尋常小学校と改称。
- 1937年2月11日-創立10周年・第三校舎が完成し運動場に砂場ができる。
- 1941年4月1日-東京市深沢国民学校に改称。
- 1942年10月22-日弦巻小学校が独立、開校。
- 1943年7月1日-東京都深沢国民学校に改称。
- 1944年9月1日-戦争激化による第一次学童疎開(長野県上高井郡須坂)
- 1945年4月8日-第二時学童疎開(長野県下伊那郡会地村・山本村 )
- 1947年4月1日-東京都世田谷区立深沢小学校に改称。
- 1949年4月1日-東深沢小学校が独立、開校(476人の児童分離)
- 1952年4月6日-放送室完成、放送機器を新設する。校歌が作られる(作詞百田宗治・作曲片山頴太郎)[1]
- 1958年7月- 第一校舎一期改築工事終了(鉄筋校舎)
- 1960年2月8日-第一校舎二期改築工事終了。
- 1966年3月1日-屋内体育館落成式及び、創立40周年式典。
- 1969年12月18日-第一校舎三期改築工事終了。
- 1970年4月2日-プール完成
- 1972年2月9日-新校舎完成(普通教室6・特別教室２)
- 1974年5月18日-新校舎増築工事終了(普通教室13・特別教室4)
- 1976年2月10日-50周年記念式典。また、記念事業として医王寺 (世田谷区)に記念碑を建設、校庭には藤棚を設置。
- 1981年3月25日-東京都より愛鳥モデル校に指定。
- 1986年3月1日-創立60周年記念式典。
- 1987年8月31日-北校舎大規模改修工事終了。
- 1988年7月-自然の教室開設。
- 1991年6月20日-区健康安全優良校の表彰を受ける。
- 1992年11月26日-東京都学校保健優良校として表彰。
- 1995年10月18-日体育館全面改修工事終了。　
10月19日-全日本よい歯の学校表彰を受ける。
11月20日-優良PTA文部大臣表彰を受ける。
- 1998年-シンボルである桐の木の剪定及び延命治療。
- 1996年11月30日-創立70周年式典。
- 2006年9月-第一期・第二期耐震補強工事。
- 2008年4月1日-ひまわり学級開設
- 地域運営学校(コミュニティ・スクール)指定
- 2013年2月5日-東京都学校歯科保健優良校になる。
9月台風により桐の木と銀杏の木が折れる。
- 2016年4月1日スマイルルーム開設
11月19日-創立90周年記念式典。
- 2019年4月1日-学校支援地域本部に指定

## 教育目標
- 自分から進んで学ぶ
- 友たちを大切にしよう
- 力を合わせて、やりぬこう
- 健康な体をつくろう

## アクセス
電車最寄り駅-東急田園都市線桜新町駅
バス最寄り停留所-東急バス新町一町目停留所・深沢小学校前停留所(渋12・玉12)　
駒大深沢キャンパス前停留所(渋82・等11・等13・自01・自02)の三箇所

## 周辺
- 駒沢オリンピック公園
- 日本体育大学
- 呑川
- 駒澤大学
- 久富稲荷神社
- 世田谷区立深沢中学校

## 通学区域
通学区域は以下
- 駒沢1丁目20～24番
- 駒沢3丁目16～28番
- 駒沢4丁目全域
- 駒沢5丁目2～6番、18～27番
- 駒沢公園全域
- 新町1～2丁目全域
- 深沢6丁目全域

## 年間行事
4月
- 7日 始業式・入学式

5月
- 24日 運動会

6月
7月
- 18日 終業式

8月
9月
- 1日 始業式

10月
- 世田谷区連合運動会

11月
12月
- 25日 終業式

1月
- 8日　始業式

2月
3月
- 24日 修了式
- 25日 卒業式